# Hans Wulf
Hans Wulf (* 31. Oktober 1951 in Essen) ist ein ehemaliger deutscher Fußballspieler.

## Sportliche Laufbahn
Er spielte bis zu seinem 18. Lebensjahr beim Essener Stadtteilverein SV Teutonia Überruhr, bei dem er zunächst Stürmer war und erst als A-Jugendlicher die Torwartposition einnahm. 1969 wechselte er zu Schwarz-Weiß Essen. Beim ETB debütierte er 1973/74 in der Regionalliga West in der Ersten Mannschaft und stand dort im Anschluss dreieinhalb Jahre in der Nordstaffel der 2. Bundesliga im Tor.
Anfang 1978 ging er für eine Saison nach Nordamerika in die NASL zu den Rochester Lancers und schloss sich im Winter 1978/79 für anderthalb Jahre dem Süd-Zweitligisten Wormatia Worms an. Danach stand der 1,83 Meter große Torwart sechs Jahre beim ebenfalls in der 2. Liga Süd spielenden KSV Hessen Kassel unter Vertrag. 1986 wechselte er zu Hannover 96. Mit diesem Verein gelang ihm in der Saison 1986/87 der Aufstieg in die Bundesliga. Beim für die bereits aufgestiegenen Hannoveraner bedeutungslosen 5:5-Remis am letzten Spieltag auswärts gegen den bereits abgestiegenen FSV Salmrohr wurde Wulf für den verletzten Karsten Surmann 26 Minuten vor Ende der Partie eingewechselt und erzielte dabei sogar einen Treffer. In der Bundesliga bestritt er 1987/88 acht Spiele für 96.
1988 kehrte Wulf zu den Kasselern zurück und half beim Aufstieg in die 2. Bundesliga mit. Er spielte von 1990 bis 1998 noch beim nordhessischen Oberligisten FSC Lohfelden, wo er erst als 47-Jähriger wegen einer Knieverletzung aufhörte. Mit 440 Zweitligaspielen ist Hans Wulf auf Platz vier der Ligarangliste.